# Bizeljska vas
Bizeljska vas – wieś w Słowenii, w gminie Brežice. W 2018 roku liczyła 47 mieszkańców.